# Nombre d'Eckert
Le nombre d'Eckert {\displaystyle (Ec)} est un nombre sans dimension utilisé en mécanique des fluides. Il est défini par le rapport entre l'énergie cinétique d'un flux et l'énergie interne de ce même flux. Il permet de quantifier la dissipation d'énergie due au frottement.
Ce nombre porte le nom de Ernst Eckert (en), scientifique américain.
On le définit de la manière suivante :
{\displaystyle Ec={\frac {v^{2}}{C_{p}\,\Delta T}}}
avec :
- ΔT - Différence de température
- v - vitesse
- Cp - Capacité thermique massique

En général ce nombre est petit, excepté quand le fluide se déplace à très grande vitesse ou au-dessus de la vitesse du son.